# Blechnum reflexum
Blechnum reflexum là một loài dương xỉ trong họ Blechnaceae. Loài này được Rosenst. ex M. Kessler & A.R. Sm. mô tả khoa học đầu tiên năm 2007.